# Top Boy
Top Boy és una sèrie de drama criminal de televisió britànica, creada i escrita per Ronan Bennett. La sèrie està ambientada a la finca fictícia de Summerhouse al London Borough of Hackney i se centra en dos traficants de drogues Dushane (Ashley Walters) i Sully (Kane Robinson) juntament amb altres implicats en el tràfic de drogues i la violència de bandes a Londres.
Hi ha 26 episodis repartits en quatre temporades. Les dues primeres temporades van ser amb 4 episodis cadascuna emesa al Channel 4, la primera temporada emesa durant quatre nits consecutives del 31 d'octubre al 3 de novembre de 2011 i la segona temporada del 20 d'agost al 10 de setembre de 2013. Tot i que es van proposar històries per a una tercera temporada, Channel 4 va abandonar la sèrie el 2014.
Arran de l'interès del raper canadenc Drake, el 2017 es va anunciar que Netflix reanimaria la sèrie, tant amb Ashley Walters com Kane Robinson, així com la tripulació original, reprenent els seus papers i Drake i el seu equip de productors executius. La tercera i la quarta temporades es van estrenar a Netflix el setembre del 2019 i el març del 2022, respectivament, i es van presentar com a primera i segona temporada de una sèrie original de Netflix, mentre que les dues sèries anteriors es van afegir a Netflix amb el nom de Top Boy: Summerhouse. Es va renovar per una cinquena i última temporada (tercera sèrie produïda de Netflix) el 31 de març de 2022 que s'emetrà en algun moment en el futur.
La sèrie ha rebut l'aclamació de la crítica d'una petita selecció de crítics per la seva interpretació, cinematografia, temes, realisme, escriptura i banda sonora, amb comparacions favorables amb altres programes de crim negre com ara The Wire,  Snowfall i Power. Ha rebut diversos premis i nominacions dels British Academy Television Awards, incloses nominacions per al British Academy Television Award a la millor minisèrie i el British Academy Television Award a la millor actriu secundària per Jasmine Jobson, així com guanys per al British Academy Television Craft Award a la millor música original i el British Academy Television Craft Award al millor càsting amb guió.

## Trama

### Temporada 1 (2011)
La sèrie segueix la difícil situació de Ra'Nell mentre navega per les trampes de viure a la finca Summerhouse, plena de crims, després que la seva mare, Lisa, sigui ingressada a un hospital psiquiàtric. Ra'Nell, que s'ha guanyat una reputació a la finca pel seu comportament volàtil després d'apunyalar el seu pare agressiu, és tranquil i tancat. Mentre la seva mare està a l'hospital, és atès pel seu amic íntim, Leon, que abans va ser un respectat encarregat de la propietat, però des de llavors ha deixat el seu passat enrere. Mentrestant, l'amiga de la Lisa, Heather, demana l'ajuda de Ra'Nell per cultivar cànnabis per poder guanyar prou diners per marxar de la finca i criar el seu fill que ha de néixer en un lloc més segur.
Mentrestant, el seu millor amic, Gem, es troba amb ell quan comença a treballar com a traficant de drogues per als caps de Summerhouse, Dushane i Sully. Gem és fàcilment coaccionat i es troba a mercè del seu responsable de confiança, Dris, que és despietat i violent.
Dushane i Sully dirigeixen la finca junts amb relativa facilitat, però quan Kamale, un traficant de drogues rival de London Fields, roba una gran quantitat del seu subministrament, es veuen obligats a perseguir el lladre abans que el seu proveïdor, Bobby Raikes, actuï. La urgència de la persecució posa en perill l'associació de Dushane i Sully.

### Temporada 2 (2013)
La segona temporada té lloc un any després dels esdeveniments de la primera temporada. Després que la policia descobreixi un cos, Dushane, Sully i Dris són arrestats. Dushane s'adona ràpidament que hi ha un xivato a la seva tripulació i ha de tractar amb les repercussions. Es revela que el xivato és Michael, el distribuïdor favorit de Dushane, que va ser obligat per la policia a donar informació sobre Dushane.
Mentrestant, Sully intenta crear la seva pròpia banda per rivalitzar amb la de Dushane amb el seu amic Mike, un ex-convicte psicòpata al límit. Quan un tracte amb els socis de negocis albanesos de Dushane va malament, intenta demanar l'ajuda de Sully una vegada més per eliminar-los. Entra en contacte amb Jason, un nen abandonat que intenta sobreviure en un món ple de drogues i assassinats.
La Lisa s'enfronta a un desnonament del seu negoci quan el propietari triplica el seu lloguer, mentre que Ra'Nell intenta millorar-se assistint a proves juvenils de futbol. Gem està en forts problemes amb el viciós Vincent, que utilitza Gem com a peó per completar negocis de drogues.

### Temporada 3 (2019)
La tercera temporada té lloc sis anys després de la segona. Dushane ha fugit a Jamaica, on arriba treballant a la botiga de lloguer de cotxes del seu cosí. Quan fa un tracte comercial amb el narcotraficant empresonat Sugar, torna a Londres per vendre el producte de Sugar i tornar a convertir-se en Top Boy, amb l'ajuda de Dris i Jaq, que dirigien Summerhouse mentre Dushane era fora. No obstant això, la nova banda de London Fields, encapçalada pel despietat Jamie, no suportarà que Dushane trepitgi el seu terreny.
Des que Dushane va marxar a Jamaica, Londres s'ha gentrificat i el cost de la vida ha augmentat. També torna a casa per saber que la seva mare malalta ara està sota la cura de Shelley, una jove cuidadora i mare soltera d'una nena de vuit anys, que comença a formar una forta relació amb Dushane.
Sully està a la presó amb Modie, un narcotraficant assassí que dirigia la banda rival de London Fields en absència de Dushane i Sully. Un altercat entre els dos homes quan fan cua a la cafeteria de la presó s'intensifica fins al punt que Sully llença sucre bullint a la cara de Modie dies abans de ser alliberat; això serveix perquè Sully sigui un enemic de Modies que busca venjar-se d'en Sully quan, més tard a la temporada, finalment escapa de la presó amb l'ajuda de la cosina de Sully, Jermaine, a qui Sully havia segrestat la temporada anterior. Quan Sully és alliberat, torna a connectar amb Jason i Gem per començar a vendre a Ramsgate. No obstant això, després que Jason mor en un incendi d'una casa, Sully es retroba amb Dushane a contracor i els dos comencen a fer negocis una vegada més. Mentrestant, en Dris, després d'haver patit un ictus que l'ha deixat parcialment discapacitat, lluita amb les seves responsabilitats al retorn de Dushane.
Jamie intenta afirmar el seu domini al barri, impulsat per mantenir els seus germans petits, Aaron i Stefan, ja que els seus pares van desenvolupar càncer i van morir amb pocs dies l'un de l'altre, quan Jamie només tenia 18 anys. Comença negocis amb una proveïdora de drogues irlandesa de classe alta Lizzie i el seu marit Jeffery i la seva set de poder i les batalles posteriors amb la banda de Dushane a Summerhouse serveixen com a trama principal durant tota aquesta temporada i culminen amb Dushane orquestrant que Jamie sigui enviat a la presó després que la policia el trobi portant una bossa plena d'armes i drogues al pis on Jamie viu amb els seus germans.

### Temporada 4 (2022)
La quarta temporada té lloc sis mesos després dels fets de l'última temporada. Dushane vol expandir el seu imperi més enllà dels carrers fent grans inversions a Londres i trobant noves connexions a Espanya i el Marroc, fet que provoca tensions entre la comunitat i la seva mare malalta, que ara és conscient i avergonyida dels negocis del seu fill.
Jamie ha sortit de la presó i la seva banda comença a treballar amb la banda de Summerhouse. Intenta tornar a connectar amb el seu germà petit, Stefan, després de la mort del seu amic Ats a causa d'un delicte amb ganivet, però Dushane l'envia a resoldre un tràfic de drogues fallit a Espanya i el Marroc.
Jaq, el nou segon al comandament de Dushane després de l'assassinat de Dris, intenta rescatar la seva germana gran Lauryn, que està embarassada i manté una relació abusiva amb el traficant d'armes de Liverpool Curtis.
Sully, que pateix TEPT mentre accepta l'assassinat de Dris i la mort del seu fill i amic Jason, sospita que Jamie i Dushane fan negocis junts. Mentrestant, Shelley i altres residents locals intenten lluitar contra les remodelacions de Dushane per a Summerhouse, mentre que la mateixa Shelley accepta el seu passat fosc que fa que pateixi xantatge per ajudar en l'enterrament de la víctima d'assassinat del seu exnòvio.

## Reparatiment

### Taula de repartiment
• Una cel·la buida i grisa indica que el personatge no estava a latemporada, o que encara no s'ha confirmat la seva presència a la temporada.
| Actor                  | Personatge                | Aparicions      | Aparicions      | Aparicions      | Aparicions      |
| Actor                  | Personatge                | Temporada 1     | Temporada 2     | Temporada 3     | Temporada 4     |
| ---------------------- | ------------------------- | --------------- | --------------- | --------------- | --------------- |
| Ashley Walters         | Dushane Hill              | Protagonista    | Protagonista    | Protagonista    | Protagonista    |
| Kane Robinson          | Gerard "Sully" Sullivan   | Protagonista    | Protagonista    | Protagonista    | Protagonista    |
| Malcolm Kamulete       | Ra'Nell Smith             | Protagonista    | Protagonista    | Does not appear | Does not appear |
| Giacomo Mancini        | Gemel “Gem” Mustapha      | Protagonista    | Protagonista    | Recurrent       | Does not appear |
| Shone Romulus          | Dris Wright               | Protagonista    | Protagonista    | Protagonista    | Does not appear |
| Sharon Duncan-Brewster | Lisa Smith                | Protagonista    | Protagonista    | Does not appear | Does not appear |
| Kierston Wareing       | Heather                   | Protagonista    | Does not appear | Does not appear | Does not appear |
| Nicholas Pinnock       | Leon                      | Protagonista    | Does not appear | Does not appear | Does not appear |
| Xavien Russell         | Michael                   | Recurrent       | Protagonista    | Does not appear | Does not appear |
| Micheal Ward           | Jamie Tovell              | Does not appear | Does not appear | Protagonista    | Protagonista    |
| Jasmine Jobson         | Jacqueline “Jaq” Lawrence | Does not appear | Does not appear | Protagonista    | Protagonista    |
| Simbi Ajikawo          | Shelley                   | Does not appear | Does not appear | Protagonista    | Protagonista    |
| Hope Ikpoku Jr.        | Aaron Tovell              | Does not appear | Does not appear | Protagonista    | Protagonista    |
| Araloyin Oshunremi     | Stefan Tovell             | Does not appear | Does not appear | Protagonista    | Protagonista    |
| Keiyon Cook            | Attica "Ats" Ayittey      | Does not appear | Does not appear | Protagonista    | Does not appear |
| Jolade Obasola         | Amma Ayittey              | Does not appear | Does not appear | Protagonista    | Protagonista    |
| Kadeem Ramsay          | Kit                       | Does not appear | Does not appear | Protagonista    | Protagonista    |
| Lisa Dwan              | Lizzie                    | Does not appear | Does not appear | Protagonista    | Protagonista    |
| Saffron Hocking        | Lauryn Lawrence           | Does not appear | Does not appear | Recurrent       | Protagonista    |

### Principal
- Ashley Walters com Dushane Hill
- Kane Robinson com Gerard "Sully" Sullivan
- Shone Romulus com Dris Wright (temporades 1–3)
- Malcolm Kamulete com Ra'Nell Smith (temporades 1–2)
- Giacomo Mancini com Gemel “Gem” Mustapha (temporades 1–2; recurrent temporada 3)
- Sharon Duncan-Brewster com Lisa Smith (temporades 1–2)
- Kierston Wareing com Heather (temporada 1)
- Nicholas Pinnock com Leon (temporada 1)
- Xavien Russell com Michael (temporada 2; recurrent temporada 1)
- Micheal Ward com Jamie Tovell (temporades 3–4)
- Jasmine Jobson com Jacqueline “Jaq” Lawrence (temporada 3–present)
- Simbi Ajikawo com Shelley (temporada 3–present)
- Hope Ikpoku Jnr. com Aaron Tovell, mig-germà de Jamie (temporada 3–present)
- Araloyin Oshunremi com Stefan Tovell, germà petit de Jamie (temporada 3–present)
- Keiyon Cook com Attica "Ats" Ayittey (temporada 3)
- Jolade Obasola com Amma Ayittey (temporada 3–4)
- Kadeem Ramsay com Kit, millor amic de Jamie (temporades 3–4)
- Lisa Dwan com Lizzie (temporada 3-present)
- Saffron Hocking com Lauryn Lawrence, germana de Jaq (temporada 4–present; recurrent temporada 3)

### Recurrent
- Letitia Wright com Chantelle (temporada 1)
- Sean Sagar com Tareek (temporada 1)
- Geoff Bell com Bobby Raikes (temporada 1)
- David Hayman com Joe (temporades 1–2)
- Benedict Wong com Vincent (temporades 1–2)
- Cyrus Desir com Lee Greene (temporada 1)
- Tayo Jarrett com Kamale Lewis (temporada 1)
- Chiefer Appiah com Ninja (temporades 1–2)
- Richie Campbell com Chris Hill, germà alienat de Dushane (temporada 1, 3–present)
- Marsha Millar com Pat Hill, mare de Dushane (temporada 1, 3–4)
- Clare-Hope Ashitey com Taylor (temporada 1, 3)
- Paul Anderson com Mike (temporada 2)
- Dan Jay Green com Rafe Newton (temporada 2)
- Ashley Thomas com Jermaine Newton, cosí alienat de Sully (temporada 2–3)
- Ricky Smarts com Jason, figura de fill de Sully (temporades 2–3)
- Danielle Flett com Carolyn, mare de Jason (temporada 2)
- Lorraine Burroughs com Rhianna Parkes, advocada de Dushane (temporada 2)
- Nabil Elouahabi com Babrak Mustapha, pare de Gem (temporada 2)
- Michaela Coel com Kayla Thomas (temporada 2)
- Monique Day com Nevaeh (temporada 2)
- Weruche Opia com Nafisa (temporada 2)
- Noah Maxwell Clarke com Shaheed (temporada 2)
- Kasey McKellar com R-Marni (temporada 2)
- Andreas Andreou com Collins (temporada 2)
- David Omoregie com Morris “Modie” Gregory (temporada 3)
- Seraphina Beh com Farah (temporada 3–present)
- Kola Bokinni com Leyton (temporada 3)
- Alessandro Babalola com Haze (temporada 3)
- Joshua Blissett com Kieron Palmer (temporada 3–present)
- Isla Jackson Ritchie com Sarah Morrison (temporada 3–present)
- Josef Altin com Lee (temporada 3–present)
- Theo Ogundipe com Ruben Miller (temporada 3-present)
- Elizabeth Tan com Maude (temporada 3)
- Unique Spencer com Abby, xicota d’Aaron (temporada 3)
- Kiko Armstong com Donovan, cosí de Dushane (temporada 3)
- Shaun Dingwall com Jeffrey, marit de Lizzie (temporada 3-present)
- Dudley O'Shaughnessy com Si (temporada 3–present)
- Reniko Francis com Tyrone (temporada 3–present)
- Nyshai Caynes com Romeo “Romy” Thompson (temporada 3–present)
- Adwoa Aboah com Becks, nou interès amorós de Jaq (temporada 4-present)
- NoLay com Mandy, xicota de Dris (temporada 4-present; convidada temporada 2)
- Erin Kellyman com Pebbles, neboda de Sully (temporada 4-present)
- Conya Toccara com Tia, noia rebel amiga de Stefan (temporada 4-present)
- Howard Charles com Curtis, xicot de Lauren (temporada 4)
- Joséphine de La Baume com Delphine, interès amorós de Sully (temporada 4-present)
- Ava Brennan com Vee, germana de Curtis (temporada 4)
- TerriAnn Oudjar com Beverley, noia del passat de Shelley que torna per fer-li xantatge (temporada 4)
- Verona Rose com Naomi, amiga de Shelley i empleada a Shelley's Nails (temporada 4-present)
- Hugo Silva com Emilio (temporada 4)
- Mustapha Abourachid com Mounir (temporada 4)
- Ash Barba com Chaash (temporada 4)
- Ilani Marriott Lodge com Samsi (temporada 4)
- Ivan Burdon com Bradders (temporada 4)
- Íñigo de la Iglesia com Juan el Bueno (temporada 4)
- Marisa Luisa González Guerrero com Sofia, esposa d’Emilio (temporada 4)
- Antonio González Guerrero com Antonio, germà de Sofia (temporada 4)

## Episodes
| Temporada | Temporada | Episodis | Episodis | Dates d’emissió        | Dates d’emissió        | Dates d’emissió |
| Temporada | Temporada | Episodis | Episodis | Primera emissió        | Última emissió         | Network         |
| --------- | --------- | -------- | -------- | ---------------------- | ---------------------- | --------------- |
|           | 1         | 4        | 4        | 31 d'octubre de 2011   | 3 de novembre de 2011  | Channel 4       |
|           | 2         | 4        | 4        | 20 d'agost de 2013     | 10 de setembre de 2013 | Channel 4       |
|           | 3         | 10       | 10       | 13 de setembre de 2019 | 13 de setembre de 2019 | Netflix         |
|           | 4         | 8        | 8        | 18 de març de 2022     | 18 de març de 2022     | Netflix         |

### Temporada 1 (2011)
| No. | No. | Títol       | Dirigit per  | Escrit per    | Data d’emissió        | Espectadors U.K (milions) |
| --- | --- | ----------- | ------------ | ------------- | --------------------- | ------------------------- |
| 1 | 1   | «Episode 1» | Yann Demange | Ronan Bennett | 31 d'octubre de 2011  | 1.68                      |
| Als patis de la Summerhouse Estate, Dushane i el seu amic Sully dirigeixen un pròsper però clandestí negoci de drogues. Ra'Nell es veu obligat a "intensificar-se" després que la seva mare estigui ingressada a un hospital després de patir una crisi mental |     |             |              |               |                       |                           |
| 2 | 2   | «Episode 2» | Yann Demange | Ronan Bennett | 1 de novembre de 2011 | 1.69                      |
| Raikes dona a Sully i Dushane dues setmanes per recuperar el dipòsit robat per Kamale, una tasca que demostra ser més difícil del que es pensava inicialment. Dushane i Sully segresten el cosí de Kamale per forçar Kamale a sortir de l'amagatall, però les coses no surten segons el previst i els nois acaben amb un cos a les mans. Mentrestant, Ra'Nell entra en negocis amb l'amiga de la seva mare, Heather.             |     |             |              |               |                       |                           |
| 3 | 3   | «Episode 3» | Yann Demange | Ronan Bennett | 2 de novembre de 2011 | 1.54                      |
| Després que Heather li hagi ensenyat el pis que espera comprar amb els seus diners de la droga, Ra'Nell dona la benvinguda a la seva mare a casa. Després d'un altercat on Gem és acusat de trair a Dushane i Sully, Marnie és assassinada. En veure Kamale, Dushane i Sully el torturen abans de disparar-li i recuperar la droga i els diners robats. El còmplice de Raikes, Lee, es revela que és el delator i és assassinat. |     |             |              |               |                       |                           |
| 4 | 4   | «Episode 4» | Yann Demange | Ronan Bennett | 3 de novembre de 2011 | 1.56                      |
| Heather confessa la seva culpa, la qual cosa porta a la Lisa a demanar ajuda en Leon. Ra'Nell intenta fer negocis amb Dushane, però la intercepció de Sully causa una altra víctima. En Dushane està sorprès que en Sully encara tingui l'arma que va matar dues persones, i Raikes proposa que venguin a Sully com a responsable.                                                                                               |     |             |              |               |                       |                           |

### Temporada 2 (2013)
| No. | No. | Títol       | Dirigit per           | Escrit per    | Data d’emissió         | Espectadors U.K (milions) |
| --- | --- | ----------- | --------------------- | ------------- | ---------------------- | ------------------------- |
| 5 | 1   | «Episode 1» | Jonathan van Tulleken | Ronan Bennett | 20 d'agost de 2013     | 1.39                      |
| Després que la policia descobreixi un cos, "Top Boy" Dushane ha d'enfrontar-se a les repercussions, alhora que intenta mantenir-se per davant del seu nou rival, el seu amic d'abans, Sully. La mare de Ra'Nell intenta reconstruir la seva vida, mentre que Gem demana ajuda a Ra'Nell. |     |             |                       |               |                        |                           |
| 6 | 2   | «Episode 2» | Jonathan van Tulleken | Ronan Bennett | 27 d'agost de 2013     | 1.13                      |
| Mentre visita el ferit Joe, Dushane descobreix qui els va robar les drogues. Mentrestant, Mike i Sully s'enganxen un cop, i un testimoni de la policia amenaça amb destruir a Dushane i Sully. Gem descobreix què vol dir estar endeutat i Jason es fa enemics a la Summerhouse Estate. |     |             |                       |               |                        |                           |
| 7 | 3   | «Episode 3» | Jonathan van Tulleken | Ronan Bennett | 3 de setembre de 2013  | 1.07                      |
| Mike i Sully lluiten per sobreviure mentre en Rafe jura venjar-se d'ells per haver segrestat el seu germà, Jermaine. Sully s'apiada de Jason després de presenciar de primera mà les lluites a les quals s'enfronten els joves. Ra'Nell intenta protegir Gem de Vincent. La policia amenaça amb destruir el seu testimoni si ella no coopera, posant en perill Dushane i Sully.                                     |     |             |                       |               |                        |                           |
| 8 | 4   | «Episode 4» | Jonathan van Tulleken | Ronan Bennett | 10 de setembre de 2013 | 1.00                      |
| Lisa demana l'ajuda de Dushane per tractar amb Vincent, alhora que intenta salvar el seu negoci. Dushane i Sully es reuneixen amb la intenció de recuperar la droga robada als albanesos. Amb Michael culpable que tem per la seva vida, Gem i el seu pare han d'afrontar un canvi d'estil de vida, i Dushane ha de prendre mesures dràstiques en un intent desesperat de mantenir-se ell i Sully fora de la presó. |     |             |                       |               |                        |                           |

### Temporada 3 (2019)
| No. | No. | Títol                      | Dirigit per           | Escrit per    | Data d’emissió         |
| --- | --- | -------------------------- | --------------------- | ------------- | ---------------------- |
| 9 | 1   | «Bruk Up»                  | Reinaldo Marcus Green | Ronan Bennett | 13 de setembre de 2019 |
| Streetwise Jamie busca liderar una colla i tallar vells llaços per a un nou proveïdor. A Jamaica, el criminal endurit Dushane està a mercè d'un poderós capità.                         |     |                            |                       |               |                        |
| 10 | 2   | «Building Bridges»         | Reinaldo Marcus Green | Ronan Bennett | 13 de setembre de 2019 |
| Dushane torna a Londres. Jamie combina els deures familiars amb les responsabilitats arriscades. Abans de sortir de la presó, el condemnat Sully és provocat per un reclus.             |     |                            |                       |               |                        |
| 11 | 3   | «Big Flame»                | Reinaldo Marcus Green | Ronan Bennett | 13 de setembre de 2019 |
| Sense diners en efectiu, Dushane fa una proposta a un vell amic i intenta un robatori. Amb una banda rival, Jamie lluita per mantenir un perfil baix.                                   |     |                            |                       |               |                        |
| 12 | 4   | «Bonfire Night»            | Nia DaCosta           | Daniel West   | 13 de setembre de 2019 |
| La baralla entre els Fields i les A-Roads s'intensifica. Un ferotge atac posa en perill Sully i Jason. Els plans de Dushane prenen un gir inesperat.                                    |     |                            |                       |               |                        |
| 13 | 5   | «Smoke Gets in Your Hands» | Nia DaCosta           | Ronan Bennett | 13 de setembre de 2019 |
| A mesura que els diners arriben per a la banda de Dushane i Sully, es veu una amenaça del seu negoci en auge, i cap de les parts està disposada a renunciar al seu territori.           |     |                            |                       |               |                        |
| 14 | 6   | «Press Gang»               | Brady Hood            | Ronan Bennett | 13 de setembre de 2019 |
| Mentre la banda Zero Tolerance afirma el seu poder, la banda de Dushane intenta contractar joves reclutes. Quan Sully es converteix en un objectiu, el grup es prepara per a la guerra. |     |                            |                       |               |                        |
| 15 | 7   | «The Squeeze»              | Brady Hood            | Daniel West   | 13 de setembre de 2019 |
| Ats fa el seu primer lliurament. El càstig de Jamie per un detractor surt malament. Després d'un avís de Haze, Dushane busca eliminar la competència.                                   |     |                            |                       |               |                        |
| 16 | 8   | «Bad Eye»                  | Aneil Karia           | Ronan Bennett | 13 de setembre de 2019 |
| Una cara coneguda s'allibera de la presó i s'enfronta a Jamie sobre el seu lideratge autoproclamat. Lizzie es veu obligada a canviar la seva estratègia empresarial.                    |     |                            |                       |               |                        |
| 17 | 9   | «Everyone's Got Family»    | Aneil Karia           | Ronan Bennett | 13 de setembre de 2019 |
| Proposats a eliminar a Sugar i Jamie, Dushane i Sully orquestren cops als seus rivals, fins que un tiroteig sorpresa fa trontollar els seus plans..                                     |     |                            |                       |               |                        |
| 18 | 10  | «You Don't Know Me»        | Aneil Karia           | Ronan Bennett | 13 de setembre de 2019 |
| Quan l'enderroc d'un enemic torna a posar en Jamie en una posició de poder, Dushane i Sully utilitzen les seves tàctiques enginyoses per superar-lo.                                    |     |                            |                       |               |                        |

### Temporada 4 (2022)
| No. | No. | Títol                    | Dirigit per          | Escrit per    | Data d’emissió     |
| --- | --- | ------------------------ | -------------------- | ------------- | ------------------ |
| 19 | 1   | «Good Morals»            | Brady Hood           | Ronan Bennett | 18 de març de 2022 |
| Amb grans plans per ser legítims, Dushane planeja nous moviments comercials i amplia una oferta a Jamie. El futur de Summerhouse posa els residents furiosos al límit.                      |     |                          |                      |               |                    |
| 20 | 2   | «How Do I Fix This?»     | Brady Hood           | Ronan Bennett | 18 de març de 2022 |
| Amma rep una notícia devastadora. Sully coneix un desconegut amable. Jaq i la tripulació s'encarreguen d'un assumpte a casa mentre Dushane té una reunió important a Espanya.               |     |                          |                      |               |                    |
| 21 | 3   | «Likkle Favour»          | Brady Hood           | Daniel West   | 18 de març de 2022 |
| Després d'un enviament de drogues frustrat, Dushane envia Jamie al Marroc per trobar una possible filtració. Jaq es venja d'un atacant. La policia s'apropa a Ruben.                        |     |                          |                      |               |                    |
| 22 | 4   | «Fully Loaded Headache»  | Koby Adom            | Ronan Bennett | 18 de març de 2022 |
| El pla de remodelació de Summerhouse posa a Dushane en desacord amb la seva mare mentre la policia treballa per acabar amb Dushane. Al Marroc, s'intercepta un altre lliurament de drogues. |     |                          |                      |               |                    |
| 23 | 5   | «15 Points»              | Koby Adom            | Ronan Bennett | 18 de març de 2022 |
| Després que un vídeo inquietant circuli per les xarxes socials, Dushane corre per trobar Sully. Jamie es dirigeix a Espanya per negociar un acord mentre Lauren busca una sortida.          |     |                          |                      |               |                    |
| 24 | 6   | «De Capa y Espada»       | Myriam Raja          | Ronan Bennett | 18 de març de 2022 |
| Jaq identifica la dona al vídeo d'Ats. Dushane assisteix a l'audiència de fiança de Ruben. Un visitant inesperat arriba a Espanya, entortant els plans de Jamie..                           |     |                          |                      |               |                    |
| 25 | 7   | «We Ride Out for Family» | William Stefan Smith | Ronan Bennett | 18 de març de 2022 |
| Shelley s'enfronta al seu passat. Jamie coneix en Kit. Amb la voluntat de recuperar Lauryn, Curtis recorre a tàctiques tortuoses a mesura que més problemes aclaparan a Dushane.            |     |                          |                      |               |                    |
| 26 | 8   | «Prove Yourself»         | William Stefan Smith | Ronan Bennett | 18 de març de 2022 |
| Jaq organitza una reunió amb Curtis. Els policies troben una pista en la seva investigació. La lleialtat de Jamie es posa a prova. Dushane ha canviat de parer.                             |     |                          |                      |               |                    |

## Producció

### Desenvolupament
Top Boy va ser escrita i creada pel novel·lista nascut a Belfast Ronan Bennett, que també va produir la sèrie a través de la seva productora Eastern Partisan. Bennett es va inspirar per escriure la sèrie després de veure un nen de dotze anys que traficava drogues al seu supermercat local Tesco a Hackney. Bennett, ajudat pel seu amic Gerry Jackson, va entrevistar a diversos traficants de drogues de la zona sobre el seu estil de vida per tal de representar una sensació de realisme. Jackson va ser acreditat més tard com a consultor d'històries de la sèrie.
El pilot de la sèrie va ser originalment encarregat per la BBC, però el cap de drama va ser massa crític amb la forta violència i la blasfemia al guió. Finalment, Bennett es va reunir amb els productors Charles Steel i Alasdair Flind de Cowboy Films i el juliol de 2010, es va anunciar que la sèrie havia estat encarregada per Channel 4 com un drama de quatre parts.

### Llocs de rodatge
La Heygate Estate i Loughborough Estate, totes dues al sud de Londres, es van utilitzar com a finca Summerhouse durant les dues primeres temporades. La producció va visitar diversos llocs a Kent per a la tercera temporada. El rodatge va tenir lloc a Margate a Walpole Bay i Fulsam Rock Beach i carrers propers com Athelstan Road. La producció també va visitar Ramsgate, on van filmar a Jacob's Ladder, a l'exterior del pub Rose of England a High Street i Ramsgate Station. Gordon Place a Gravesend funciona com la finca fictícia de Summerhouse durant tota la temporada.
Per a la tercera i quarta temporada, la Samuda Estate a l'Isle of Dogs i la De Beauvoir Estate al London Borough of Hackney van formar part de la finca Summerhouse. El centre comercial Dockside Outlet a Chatham, Kent apareix a l'episodi 5 de la sèrie 4, fent de centre comercial a Liverpool.
Amb la sèrie ambientada a Hackney, gran part del rodatge va tenir lloc al districte en zones com Dalston, Haggerston i London Fields. Les escenes legals de la temporada 4 es van filmar a l'antiga Blackfriars Crown Court.

### Música
La partitura original de la sèrie va ser composta per Brian Eno i Michael Asante. A més de la seva música original, Top Boy inclou grime, hip-hop i R&B d'artistes com Ghostpoet, AJ Tracey, Giggs, Central Cee, Roots Manuva i Burna Boy.
El 13 de setembre de 2019, una banda sonora original de la sèrie, titulada Top Boy (A Selection of Music Inspired by the Series), va ser llançada per OVO Sound i Warner per adaptar-se al llançament de la tercera temporada. La banda sonora inclou aparicions de Drake, Baka Not Nice i Popcaan i artistes britànics AJ Tracey, Avelino, Dave, Fredo, Ghetts, Headie One, Little Simz, M Huncho, Nafe Smallz, Central Cee i SL.

### Sèrie de cancel·lació i revival
Malgrat les seves valoracions d'èxit i l'aclamació de la crítica, el 2014, Walters va anunciar que Channel 4 havia cancel·lat la sèrie després de dues temporades.
Al voltant del moment de la cancel·lació del programa, el raper canadenc Drake es va convertir en un fan de la sèrie després de veure-la en parts a YouTube i publicar captures de pantalla de la sèrie a les seves xarxes socials. Després de saber que es va cancel·lar una tercera temporada, Drake es va reunir amb els productors de la sèrie i Walters per continuar la sèrie. Drake va adquirir els drets de la sèrie i la va presentar a Netflix, que va donar llum verda a la tercera temporada el novembre de 2017, amb Drake com a productor executiu i la majoria del repartiment original i l'equip reprenent els seus papers. La tercera temporada es va rodar del juliol del 2018 al febrer del 2019 i es va estrenar el 13 de setembre de 2019, la primera temporada de Netflix.
El gener de 2020, la sèrie es va renovar per a una segona temporada a Netflix (la quarta temporada en general), i el rodatge començarà a la primavera d'aquell any. Tanmateix, a causa de la COVID-19, el rodatge es va retardar i va començar a finals de novembre/principis de desembre. La temporada es va estrenar a Netflix el 18 de març de 2022.
El març de 2022, poc després del debut de la quarta temporada, es va anunciar que la sèrie es renovava per a una tercera temporada a Netflix (cinquena temporada en general), que es va anunciar com l'última temporada de la sèrie. El rodatge va començar el juliol de 2022.

## Recepció

### Recepció crítica i audiència
Top Boy va rebre comentaris positius de la crítica. Les dues primeres temporades es van estrenar amb 1 milió d'espectadors i van aconseguir mantenir la seva quota d'audiència al llarg dels seus dos anys. Tom Sutcliffe, escrivint per The Independent, va dir: "El drama no implicava pràcticament cap predicació, sinó un sentit de la moral estava a tot arreu, ja que la mala consciència parpellejava davant dels personatges més durs i el dolor colpejava per igual els culpables i els irreprensibles. El millor de tot, sempre trobava una mica de temps per a quelcom més que la trama, ja fos broma a les escales o bellesa malenconiosa de la ciutat a la nit. Molt bona televisió."
La renovació de la sèrie va rebre un major reconeixement per les seves actuacions, profunditat emocional, banda sonora, escriptura i un abast més llarg i escala, i els crítics la van considerar com la millor temporada de la sèrie. Rebecca Nicholson, escrivint a The Guardian, va descriure la tercera temporada com "més violenta i més impactant que mai". Ellen E Jones, també de The Guardian, va elogiar la quarta temporada, escrivint que la sèrie "sempre et deixa endevinant".